# Vilhivți, Teceu
Vilhivți (în ucraineană Вільхівці) este localitatea de reședință a comunei Vilhivți din raionul Teceu, regiunea Transcarpatia, Ucraina.

## Demografie
Componența lingvistică a localității Vilhivți
     Ucraineană (98,37%)
     Rusă (1,42%)
     Alte limbi (0,21%)
Conform recensământului din 2001, majoritatea populației localității Vilhivți era vorbitoare de ucraineană (98,37%), existând în minoritate și vorbitori de rusă (1,42%).